# Schlacht von Adua
Halai – Coatit – Senafe – Debra Ailà – Amba Alagi – Mek'elē – Adua
Die Schlacht von Adua (amharisch አድዋ, Adowa, auch Adwa) vom 1. März 1896 war eine militärische Auseinandersetzung zwischen der äthiopischen Armee unter Negus Negest und Kaiser Menelik II. gegen Invasionstruppen des Königreichs Italien unter General Baratieri. Sie war die wichtigste Schlacht des Italienisch-Äthiopischen Krieges und sicherte die äthiopische Souveränität.

## Vorgeschichte
Nach dem Sieg bei Amba Alagi und der erfolgreichen Belagerung von Mekelle war Kaiser Menelik II. entschlossen, den Krieg zu beenden. Trotz seiner jüngsten Erfolge war er sich durchaus bewusst, dass die Italiener in Wirklichkeit stärker waren als seine Truppen. Seine Lebensmittelvorräte gingen zur Neige, und er wusste, dass er nicht allen seinen Ras vertrauen konnte. Außerdem wagte er es nicht, Baratieri mit seinen inzwischen über 16.000 Mann in seiner befestigten Stellung bei Adagamus anzugreifen.
Am 7. Januar schrieb der italienische Ministerpräsident Francesco Crispi in einem Brief an Baratieri:

„Il governo ti ha mandato quanto hai chiesto in uomini ed in armi. Il paese aspetta un'altra vittoria ed io la aspetto autentica, tale che definisca per sempre la questione abissina.“

„Die Regierung hat Ihnen geschickt, was Sie an Männern und Waffen verlangt haben. Das Land wartet auf einen weiteren Sieg, und ich erwarte, dass es ein echter Sieg sein wird, der die abessinische Frage für immer entscheiden wird.“

Obwohl Menelik II. einen Brief an den italienischen König geschickt hatte, in dem er um Frieden bat, wurden die Niederlagen in Italien als schwerer Schlag für die koloniale Expansion des Landes angesehen. Daher wollten sowohl die Öffentlichkeit als auch die Regierung Rache nehmen.
Baratieri war jedoch recht pessimistisch, was die Frage betraf, ob und wie der Sieg errungen werden konnte. Ein Angriff wäre äußerst gefährlich, da die äthiopischen Streitkräfte ihm zahlenmäßig fünf oder sechs zu eins überlegen waren. Ende Januar verfügte Baratieri über eine Streitmacht von etwa 20.000 Mann und sechsundfünfzig Geschützen. Trotz seiner kurzen Nachschublinie von nur 180 Kilometern fehlte es ihm jedoch an Kamelen, Maultieren und Eseln. Ende Februar 1896 gingen die Vorräte auf beiden Seiten zur Neige. General Baratieri wusste, dass die äthiopischen Streitkräfte, die von den Vorräten der örtlichen Bauern abhängig waren, bald keine effiziente Streitmacht mehr sein würden, sobald ihre Quellen versiegten. Die italienische Regierung bestand jedoch darauf, dass General Baratieri handelte.

## Auftakt
Am 28. Februar hielt Baratieri einen Kriegsrat ab, in dem er seine Offiziere vor die Wahl zwischen Rückzug oder Angriff stellte. Auf Grund des massiven Drucks aus Rom war sich Baratieri mit seinen Untergebenen einig, am nächsten Tag auf Adua vorzurücken. Am 29. Februar konnte auch Menelik nicht länger warten. Seine Vorräte waren fast erschöpft und er beschloss, dass ein kleiner Sieg besser wäre als gar keiner. Er kündigte an, dass er am nächsten Tag seine Armee um die Italiener herum und nach Norden in die Provinz Hamacen führen würde. Offenbar beabsichtigte er, das Land zu verwüsten und vielleicht Asmara anzugreifen, bevor er sich zurückzog. Etwa 11 km östlich von Adua und weniger als 6,5 km vom äthiopischen Feldlager im Tal von Mariam Shavitu entfernt erstreckt sich eine Reihe hoher Berge, die durch enge Täler voneinander getrennt sind: Im Norden der Berg Eshasho, der Rebbi Arienni und der Berg Raio, im Südwesten der Berg Belah, und im Süden der Berg Kaulos und der Berg Semaiata. Einige Kilometer weiter westlich befindet sich eine weitere Reihe von Erhebungen: Der Nasraui, der Gusoso und der Enda Kidane. Diese blicken sowohl nach Norden als auch nach Westen in das hakenförmige Tal von Mariam Shavitu und nach Südwesten in Richtung der Stadt Adua hinunter. Baratieri beschloss, nach Westen zu diesen beiden Gebirgsketten vorzustoßen und Adua zu bedrohen, in der Hoffnung, Menelik würde darauf reagieren. Die italienische Stellung würde zwar nicht so stark sein wie bei Sauria, aber die Berge sollten den Italienern dennoch Schutz vor Flankenbewegungen bieten.

Für Baratieri war es allerdings mit Schwierigkeiten verbunden, seine Truppen zu den vorgesehenen Zielen zu bringen. Seine Männer mussten in drei getrennten Kolonnen durch die Nacht marschieren und vor Sonnenaufgang in Stellung gehen, um eine Überraschung zu erzielen. Baratieris Karten waren lückenhaft und ungenau, und seine einheimischen Späher waren mit dem Gelände nicht so vertraut, wie sie behaupteten, während einige von ihnen in Wirklichkeit Spione für Menelik waren. Menelik kannte zwar die Zahl der Italiener genau, aber seine Informanten hatten keine Zeit, den italienischen Vorstoß zu melden. Die italienischen Truppen setzten sich am Abend des 29. Februar um 21:00 Uhr in Marsch. Die Generäle Albertone, Arimondi und Dabormida führten drei getrennte Kolonnen an, während General Ellena Arimondi als Nachhut und Reserve folgte. Ihr erstes Ziel war Rebbi Arienni, ein Teil der östlichen Gebirgskette, die etwas mehr als 11 km vor Adua liegt. Baratieri beabsichtigte, in dieser ersten Höhenlinie zu kämpfen und, wenn alles gut verlief, zu den westlichen Hügeln in Sichtweite der Stadt vorzustoßen. Das Wetter war zwar gut, aber der Nachtmarsch war schwierig.
Das Gelände in dieser Region war und ist äußerst unwegsam, überall erheben sich steile, zum Teil schroffe Berge und Hügel, die von engen Tälern und Bächen durchzogen sind. Zu dieser Zeit gab es noch keine Straßen, und die Soldaten mussten schmale, gewundene Fußpfade nehmen. Die italienischen Kolonnen gerieten zwangsläufig durcheinander und Arimondi musste mehr als eine Stunde lang anhalten, da Albertones Truppen denselben Weg genommen hatten und nun an ihm vorbeizogen. Erschwerend kam hinzu dass sich General Albertone an einer vollkommen anderen Position befand als von Baratieri beabsichtigt. Baratieri wollte, dass Albertone einen flachen Hügel, von dem er annahm, es handle sich um Kidane Meret, südlich der linken Flanke des Berges Belah besetzte, der die vorderste Stellung der Armee bilden sollte. Tatsächlich jedoch befand sich Kidane Meret sechs Kilometer weiter. Nachdem Albertone etwa eine Stunde gewartet hatte und Arimondi nicht wie erwartet zu seiner Rechten auftauchte, begann er seine Führer zu konsultieren. Diese beharrten darauf, dass sie Kidane Meret noch nicht erreicht hatten. Albertone folgte ihrem Rat und ließ seine Männer weiter marschieren. Als er anhielt, befand er sich weit südwestlich isoliert vom Rest der Armee.

### Aufstellung
In der Zwischenzeit gingen die beiden anderen Kolonnen langsam in die ihnen zugewiesenen Stellungen in der östlichen Gebirgskette. Die Brigade von Dabormida traf am 1. März um 5:15 Uhr in Rebbi Arienni ein. Fünfzehn Minuten später begann Arimondi, den östlichen Abhang dieser Höhe zu besetzen und seine Linie bis zum Berg Raio auszudehnen, um so das italienische Zentrum zu bilden. Die Reservekolonne von Ellena wurde dicht hinter Dabormida in der Senke von Gundapta zusammengezogen. In der Zwischenzeit verließ Meneliks Armee ihre Verteidigungsstellung, um die Italiener einzukesseln. Auf der äußersten rechten Seite, südlich von Adua, standen die Truppen von Gojjam unter König Tecla Aimanot mit ihrer Kavallerie an der Spitze. In Adua befanden sich die Harraresse unter Ras Makonnen. Zu seiner Linken befand sich Ras Mikael mit seinen berittenen Wolo-Galla-Schützen, die sich entlang der südlichen und südwestlichen Hänge des Shelloda (Selado) aufstellten. Nördlich dieses Berges befanden sich die Tigréaner unter Ras Mangasha, und ganz links, bis zum Adi Abuna, standen die Truppen von Ras Alula. Ras Olié, Wagshum Guangul und Menelik standen hinter Adua und bildeten die Reserve.

## Die Schlacht
Die äthiopischen Einheiten, die Albertones vorgeschobener Position an den Hängen des Hügels von Enda Kidane Meret am nächsten waren, begannen etwa um 6:00 Uhr morgens mit dem Angriff. Nach kurzer Zeit war ein großer Teil der äthiopischen Armee gegen Albertones isolierte Brigade konzentriert. Die erste seiner Einheiten, die unter Beschuss geriet, war das 1. Einheimischen-Bataillon, das sich zu weit von Albertones Hauptverband entfernt hatte. Noch immer in Unkenntnis der gefährlichen Lage, in die Albertone seine Brigade gebracht hatte, verbrachte General Baratieri eine ganze Stunde damit, das Gelände, auf dem er zu kämpfen gedachte, zu überprüfen und sich auf einen äthiopischen Vorstoß vorzubereiten. Er hörte in der Ferne Schüsse, ging aber davon aus, dass es sich nur um ein Scharmützel mit einigen Spähern handelte. Um 6:45 Uhr wies Baratieri Dabormida an, von Rebbi Arienni bis zum Sporn von Belah vorzurücken, um Albertone, den er am falschen Kidane Meret oder höchstens ein Stück davor vermutete, zu unterstützen. Nachdem Dabormida jedoch seine 2. Brigade bis zu einem Punkt westlich des Sporns gebracht und festgestellt hatte, dass Albertone viel weiter entfernt war als angenommen, rückte er sehr langsam und über schwieriges Gelände weiter nach Westen vor. Die Beschaffenheit des Geländes führte Dabormida so weit nach rechts, dass er im west-östlichen Arm des Mariam-Shavitu-Tals landete, ungefähr in einer Linie mit Albertone, aber etwa 5 Kilometer nördlich von ihm. Erschwerend kam hinzu, dass Arimondis 1. Bataillon bei der Annäherung an Rebbi Arienni hinter Dabormida stecken geblieben war, so dass er erst mit Verspätung alle seine Männer im Zentrum in Stellung bringen konnte. Die drei vorgeschobenen italienischen Brigaden waren nun vollständig getrennt.
Um 8:15 Uhr lichtete sich der Morgennebel und General Baratieri stieg einen Teil des Eshasho hinauf, um die Lage zu überblicken. Er konnte sehen, dass Albertone eingekesselt war und dass sich keine der anderen Einheiten nahe genug befand, um ihn zu unterstützen. Aus unerklärlichen Gründen meldete Dabormida eine Stunde später, dass er „Albertone die Hand reiche“; diese außerordentlich ungenaue Formulierung ließ Baratieri annehmen, dass Dabormida zumindest im Begriff war, sich mit Albertone zu verbinden – was aber nicht der Fall war. Albertones vorgeschobenes Einheimischen-Bataillon lieferte sich von etwa 7:30 Uhr bis 8:30 Uhr schwere Kämpfe, während der Rest der Brigade auf den Hügeln nordöstlich von Enda Kidane zurückgehalten wurde. Die italienische Artillerie verursachte schwere Verluste, doch als sich das Einheimischen-Bataillon zurückzog, stürmten die Äthiopier vor und trieben die Italiener in panischer Flucht vor sich her. Albertones restliche Einheiten konnte den Angriff der Äthiopier zwar stoppen, aber zu diesem Zeitpunkt hatten etwa 18.000 von ihnen begonnen, die gesamte Brigade in einer Halbmondformation einzukesseln.
Eine Zeit lang hielten die Italiener stand und fügten den Äthiopiern schwere Verluste zu, doch dann errichteten die Äthiopier „Schnellfeuerbatterien“ auf dem Enda Kidane und Menelik führte weitere Krieger aus der Reserve zu. Beide Flanken der italienischen Bataillone brachen bald zusammen und gegen 10:30 Uhr fiel das schwer angeschlagene Zentrum nach Nordosten zurück. Zwei Batterien versuchten, den Rückzug zu decken, wurden aber überrannt. General Albertone selbst wurde gefangen genommen. In der Zwischenzeit – Baratieri ging immer noch davon aus, dass Dabormida den Sporn von Belah fest im Griff hatte – positionierte er Arimondis Truppen in der Mitte und um den Berg Belah und den Berg Raio. Gallianos 3. Eingeborenen-Bataillon aus der Reserve von General Ellena wurde nach vorne beordert und am linken Flügel von Arimondi positioniert. Ellenas zwei Schnellfeuerbatterien wurden ebenfalls herangeführt, während der Rest seiner Truppen bei Rebbi Arienni blieb. Um 10:00 Uhr eröffneten Arimondis Männer das Feuer auf die Äthiopier, welche die fliehenden Reste von Albertones Brigade nordöstlich des Mai-Agam-Tals verfolgten. Kurz darauf tauchte ein großes Kontingent Äthiopier vor dem Sporn von Belah auf und strömte gegen 10:30 Uhr die Hänge hinauf. Das 2. Bataillon von Dabormida und das Bataillon von De Amicis, das weit dahinter lag, waren nun völlig abgeschnitten. Ein Versuch, den Sporn zurückzuerobern, wurde abgewiesen.

Die Soldaten unter Ras Mikael und Ras Mangasha sowie eine Abteilung von Ras Mekonnens Männern – etwa 15.000 –, die den frühen Morgen damit verbracht hatten, Albertones Truppen zu vernichten, stellten sich nun Dabormidas von Norden kommenden Truppen. Kurz nach 9:00 Uhr wurden die vier Vorauskompanien mit überwältigender Stärke angegriffen und innerhalb von 20 Minuten besiegt. Bald darauf stießen die Äthiopier auf die Hauptkampflinie von Dabormida, die auf hohen Hügeln an der Nord- und Südflanke verankert war und sich über den West-Ost-Arm des Mariam-Shavitu-Tals erstreckte. Gegen Mittag befahl Dabormida einen Vorstoß. Seine Rückzugslinie wurde von De Amicis 4. Infanterie-Bataillon auf einer kleinen Anhöhe zwischen dem Sporn und Dabormidas Stellung gedeckt. In den nächsten Stunden hielten Dabormidas Truppen allen äthiopischen Einschließungsversuchen stand. Gegen 13:00 Uhr stürmte jedoch äthiopische Infanterie und Kavallerie von Süden heran und drängte sich zwischen Dabormidas neue vorgeschobene Stellung und De Amicis, wurde aber schnell zurückgedrängt. Gleichzeitig wurde seine rechte Flanke angegriffen. Um 14:00 Uhr war Dabormida, der noch nichts von der Flucht der restlichen Armee wusste, fast umzingelt. Seine Männer waren erschöpft und hatten kaum noch Munition. Dabormida ordnete einen letzten Angriff an, der die Äthiopier vorübergehend zurückdrängte und es ihm ermöglichte, um etwa 16:30 Uhr den Rückzug einzuleiten. Während die Reste von Dabormidas Truppen nur unter großen Verlusten entkamen, wurde Dabormida bei der Flucht getötet.

Als General Baratieri erkannte, dass die Schlacht verloren war, befahl er einen vollständigen Rückzug. Er versuchte, den Abzug mit den letzten verbliebenen Reserveeinheiten zu decken, doch bevor sie sich formieren konnten, wurden ihre Stellungen durch einen Ansturm von fliehenden Soldaten überrannt. Da die Reserve keine Chance hatte, eine zusammenhängende Verteidigung zu formieren, brach das italienische Zentrum nun völlig zusammen. Arimondi und viele seiner Männer wurden getötet. Der Rückzug war schlecht koordiniert, da es nicht möglich war, Befehle an alle Teile der auseinandergebrochenen Linie zu übermitteln. Erst gegen Mittag zogen sich die restlichen Truppen von Albertone, Arimondi und Ellena zurück. Vereinzelten Gruppen von Askari und Italienern gelang es, einen geordneten Rückzug anzutreten, aber sie waren in der Minderheit. Als Baratieri Rebbi Arienni erreichte, gelang es ihm, etwa hundert Bersaglieri und Alpini zu versammeln. Hier konnte er die erste Welle von Verfolgern zurückdrängen, musste sich aber angesichts der zunehmenden Zahl von Äthiopiern abermals zurückziehen. Die Äthiopier setzten ihnen etwa 14 Kilometer lang nach, bevor sie die Verfolgung aufgaben.

## Folgen
Als die Nachricht von der Niederlage Italien erreichte, kam es zu Aufständen in vielen Städten. Eisenbahnschienen wurden beschädigt, um die Einschiffung der Truppen zu verhindern. "Viva Menelik"-Rufe waren zu hören, und im Parlament gab es heftige Auseinandersetzungen zwischen Befürwortern und Gegnern des Kolonialismus. Schließlich musste Ministerpräsident Crispi zurücktreten. Ihm folgte Di Rudinì nach, dem nichts anderes übrigblieb, als Frieden mit Menelik zu schließen und damit Illusionen über eine Expansion in Richtung Äthiopien zu beenden. Baratieri wurde vor ein Kriegsgericht gestellt. Er wurde zwar freigesprochen, aber das Gericht erklärte ihn für völlig ungeeignet für ein weiteres Kommando.
Die Schlacht war die größte Niederlage einer europäischen Armee auf dem afrikanischen Kontinent während des 19. Jahrhunderts. Aufseiten der Italiener gab es zwischen 6.100 und 6.900 Tote. Weitere 1.400 wurden verwundet und 1.800 gerieten in Kriegsgefangenschaft. Davon wurden etwa 300 auf dem Schlachtfeld zu Tode gefoltert. Die Äthiopier hatten zwischen 4.000 und 7.000 Tote und 10.000 Verwundete zu verzeichnen.